# Pedro Lynce
Pedro Augusto Lynce de Faria GOIH (Lisboa, São Sebastião da Pedreira, 6 de fevereiro de 1943) é um professor universitário e político português.

## Biografia
Filho de Acácio Alberto de Abreu de Faria (Bragança, Sé, 8 de novembro de 1905 - Lisboa, 8 de agosto de 1988) e de sua mulher (Oeiras, Oeiras e São Julião da Barra, 15 de agosto de 1935) Maria Vitória Cabral de Vilhena de Sousa Lynce (Alcácer do Sal, 9 de junho de 1917), sobrinha-neta do 1.º Conde de Valenças e bisneta do 1.º Visconde de Monte São, sobrinha-6.ª neta do 3.º Conde de Avintes de juro e herdade, 1.° Conde de Lavradio e 1.º Marquês de Lavradio de juro e herdade, 13.ª e 14.ª neta do 1.º Conde da Feira, 13.ª e 14.ª neta do 1.º Conde de Abrantes, 13.ª neta do 1.º Conde de Vimioso e 8.ª neta do 1.º Conde das Galveias.
Frequentou o Colégio Militar.
Foi praticante de râguebi, foi campeão universitário, capitão da seleção portuguesa e selecionador nacional.
Casou com a Engenheira Agrónoma Maria Rosette da Veiga Camarate de Campos (2 de março de 1952), da qual tem três filhas e um filho.
Ocupou os cargos de secretário de Estado do Ensino Superior e de Ministro da Ciência e Ensino Superior, respectivamente no XII e no XV Governos Constitucionais; da primeira fase ficou-lhe o auto-colocado apodo de «homem das couves» (1992), que supostamente se não entenderia com as Ciências Sociais e Humanas. Pediu a demissão do cargo de Ministro da Ciência e Ensino Superior devido à denúncia, efetuada por alunos candidatos ao ensino superior, de uma alegada tentativa de favorecimento da filha do ministro dos Negócios Estrangeiros, António Martins da Cruz, no acesso ao curso de Medicina da Faculdade de Ciências Médicas da Universidade Nova de Lisboa. Pedro Lynce deferiu o pedido da filha de Martins da Cruz para entrar no curso de Medicina por via do contingente de acesso reservado aos funcionários portugueses em missão diplomática no estrangeiro e seus familiares, desde que tivessem frequentado o ensino secundário num país estrangeiro. Martins da Cruz, embora fosse diplomata de carreira, estava naquele momento a exercer funções de ministro, o que tornava alegadamente inaplicável aquele contingente à sua filha. Quatro dias depois, o próprio Martins da Cruz apresentou a demissão, apesar de ter anunciado que a filha iria afinal estudar no estrangeiro, o que não foi suficiente para baixar a pressão mediática e da opinião pública sobre o governo de Durão Barroso.
É irmão de Vasco Paulo Lynce de Abreu de Faria, Grande-Oficial da Ordem do Infante D. Henrique, tio materno e primo-tio de Paulo de Faria Lynce Núncio e primo-tio de António Carlos de Bivar Branco de Penha Monteiro.
A 29 de janeiro de 2019, foi agraciado com o grau de Grande-Oficial da Ordem do Infante D. Henrique.

## Funções governamentais exercidas
- XV Governo Constitucional
  - Ministro da Ciência e Ensino Superior